# 브리애나 에비건
브리애나 에비건(Briana Evigan, 1986년 10월 23일 ~ )은 미국의 배우이다.

## 출연 작품
- 앤젤 오브 애니웨어 (2018)
- 사랑만 있으면 되나요? (2016)
- 파라노말 아일랜드 (2014)
- 랩 댄스 (2014)
- 살인병기 (2014)
- 스텝 업: 올 인 (2014)
- 쉬 러브 미 낫 (2013)
- 케어테이커 (2013)
- 마인 게임 (2012)
- 더 데빌스 카니발 (2012)
- 라이츠 오브 패시지 (2012)
- 스태쉬 하우스 (2012)
- 서브직트: 아이 러브 유 (2011)
- 버닝 브라이트 (2010)
- 마더스 데이 (2010)
- 도니 다코 2 (2009)
- 여대생 기숙사 (2009)
- 스텝 업 2 - 더 스트리트 (2008)
- 업 클로즈 위드 캐리 키건 (2007)
- 이스케이프 노웨어 (1996)